# 尼玛镇 (尼玛县)
尼玛镇，是中华人民共和国西藏自治区那曲市尼玛县下辖的一个镇。

## 行政区划
尼玛镇下辖以下地区：
木嘠热色社区、鲁根村、玉加村、塘鲁村、吉姆村、布岗村、措木曲村、俄永村、障乃村、曲巴村和德布俄日村。